# .mm
Pour les articles homonymes, voir MM.
.mm est le domaine de premier niveau national réservé à la Birmanie (également désigné Myanmar), enregistré en 1997.